# Esthonyx
L'estonice (gen. Esthonyx) è un mammifero estinto, appartenente ai tillodonti. Visse tra il Paleocene superiore e l'Eocene inferiore (circa 56 - 51 milioni di anni fa) e i suoi resti fossili sono stati ritrovati in Nordamerica, in Asia e in Europa.

## Descrizione
Questo animale doveva essere di medie dimensioni, e non doveva superare la taglia di un cane. Il cranio era lungo circa 10 centimetri nella specie più nota (Esthonyx bisulcatus). La testa di Esthonyx, benché il cranio sia imperfettamente conosciuto, doveva essere robusta ma più bassa rispetto a quella di tillodonti più specializzati come Trogosus. La mandibola era alta e robusta, ma dotata di un ramo montante meno netto di quello di Trogosus. La sinfisi mandibolare, in ogni caso, era molto allungata e forte. Curiosamente, le inserzioni per il muscolo massetere erano molto sviluppate, anche se i premolari e i molari erano a corona bassa (brachiodonti). Come in tutti i tillodonti, anche in Esthonyx la caratteristica principale era data dal grande sviluppo dei secondi incisivi; tuttavia, in Esthonyx i secondi incisivi superiori erano appena più grandi dei terzi incisivi superiori una condizione primitiva. Lo smalto era quasi scomparso dalla superficie posteriore del dente. I primi incisivi inferiori erano grandi quasi quanto i secondi incisivi inferiori, ed erano lunghi e leggermente incurvati. Erano presenti piccoli diastemi tra gli incisivi, il canino e il primo premolare. Il canino inferiore era ancora molto robusto, più grande del secondo incisivo. 

## Classificazione
Il genere Esthonyx venne descritto per la prima volta nel 1874 da Edward Drinker Cope, sulla base di resti fossili ritrovati in terreni dell'Eocene basale del Nuovo Messico; la specie tipo è Esthonyx bisulcatus, rinvenuta in seguito anche in Colorado e in Wyoming. Al genere Esthonyx sono state poi attribuite altre specie: sembra che l'antica E. xenicus abbia dato origine a E. ancylion, la quale a sua volta diede origine a E. grangeri; queste specie aumentarono progressivamente le loro dimensioni, da quelle di un opossum a quelle di una volpe. Un'ulteriore linea evolutiva apparsa nell'Eocene inferiore, apparsa con E. spatularius, aumentò anch'essa gradualmente la taglia attraverso la specie E. bisulcatus per terminare con E. acutidens. Altre specie nordamericane includono E. gunnelli ed E. burmeisteri.

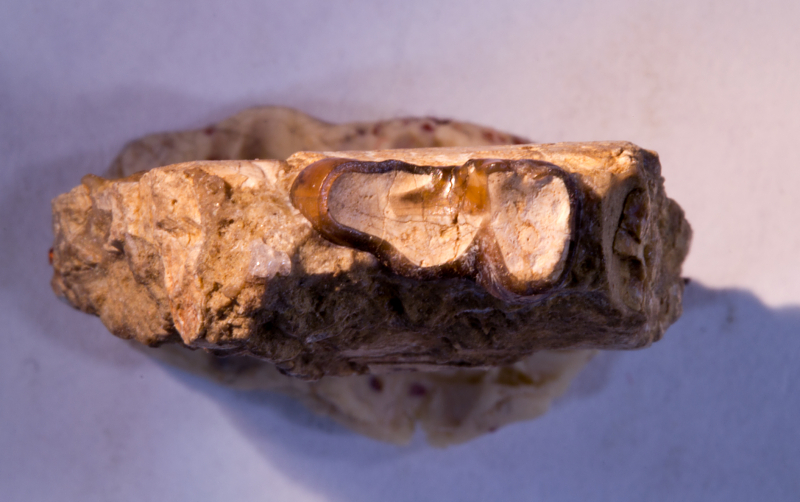
Mandibola di Esthonyx burmeisteri

Sembra che Esthonyx o una forma simile abbiano avuto origine in Asia (India e Cina), ed è probabile che alcuni resti europei (in Francia) appartengano al genere Esthonyx. 
Esthonyx è un membro arcaico dell'ordine dei tillodonti, un gruppo di mammiferi enigmatici che nel corso del Paleocene e dell'Eocene si specializzò in forme simili a roditori ma dalla taglia gigantesca: alcune forme, come Trogosus e Tillodon, potevano raggiungere la taglia di un piccolo orso.